# Akrales Mutilationssyndrom
Das Akrale Mutilationssyndrom (von altgriech. ἄκρος ‚Gliedmaßenspitze‘ und Mutilation ‚Verstümmelung‘) ist eine autosomal-rezessiv vererbte Nervenkrankheit bei Haushunden, die mit Selbstverstümmelung der Pfoten einhergeht. Betroffen sind vor allem English Pointer, Deutsch Kurzhaar, English Springer Spaniel und Zwergpinscher. Das Krankheitsbild entsteht infolge einer ungenügenden Ausbildung sensibler Nervenfasern und einem weiteren Faseruntergang nach der Geburt. Trotz einiger Gemeinsamkeiten unterscheidet sich die Erkrankung in klinischen und/oder pathologischen Details von den Formen hereditär sensorischer Neuropathien des Menschen.

## Symptome und Diagnostik
Die Krankheit tritt typischerweise in einem Alter von 3 bis 5 Monaten auf. Sie beginnt mit starkem Belecken und Benagen der Pfoten bis zur Selbstverstümmelung und sogar Selbstamputation. Häufig ist eine komplette Schmerzfreiheit der Gliedmaßenspitzen anzutreffen. Die motorischen Fähigkeiten, Reflexe und die Propriozeption sind ungestört.
Die Diagnose wird anhand des klinischen Bildes und einer histopathologischen Untersuchung gestellt. Die Spinalganglien sind verkleinert und haben nur etwa die Hälfte an Nervenzellen gegenüber normalen Spinalganglien. Teilweise lassen sich Anzeichen eines Nervenzelluntergangs nachweisen. Die Dorsalwurzel des Rückenmarks und die peripheren Nerven sind durch degenerierte Nervenfasern gekennzeichnet. Auch in der Schmerz- und Temperaturreize leitenden Vorderseitenstrangbahn des Rückenmarks sind Faserdichte und Myelinisierung vermindert.

## Behandlung
Es gibt keine effektive Behandlung. Die Gabe von Gabapentin oder Amitriptylin, das Anlegen von Stiefeln, Verbänden oder Halskragen können die Selbstzerstörung einschränken. Bei schweren Gewebszerstörungen ist eine Einschläferung in Erwägung zu ziehen. Betroffene Tiere und deren Eltern sollten von der Zucht ausgeschlossen werden.